# Akona Ndungane
Akona Zilindlovu Ndungane (Mthatha, 20 febbraio 1981) è un rugbista a 15 sudafricano, tre quarti ala dei Bulls e campione del mondo nel 2007 con gli Springbok.

## Biografia
Iniziò la pratica rugbistica insieme a suo fratello gemello Odwa alle scuole superiori a East London e, nel 2003, esordì in Currie Cup nella locale squadra dei Border Bulldogs.
Nel 2004 fu selezionato per la Nazionale sudafricana a sette e nel 2005 divenne professionista nelle file dei Bulls di Pretoria.
Il 2006 fu l'anno d'esordio negli Springbok, a Brisbane contro l'Australia, e l'anno successivo fu chiamato a far parte della squadra che partecipò alla Coppa del Mondo di rugby 2007 in Francia; in tale torneo, che vide il Sudafrica laurearsi campione del mondo, scese in campo in una sola occasione, contro gli Stati Uniti nella fase a gironi; disputò il suo a tutt'oggi più recente incontro internazionale un mese dopo la conquista del titolo, a Cardiff contro il Galles.
A livello di club ha vinto due titoli del Super Rugby con i Bulls, nel 2007 e nel 2009; saltò tutto il Super 14 2010 (che i Bulls vinsero) a causa di un infortunio alla gamba che si procurò a fine 2009 in Currie Cup nella selezione provinciale dei Blue Bulls, e il ritorno in campo è avvenuto solo in occasione del Super 15 2011.

## Palmarès
- Coppe del mondo: 1
Sudafrica: 2007
- Super Rugby: 2
Bulls: 2007, 2009